# Diagnostischer Block
Im so genannten diagnostischen Block wird die Kontrolle der lebenswichtigen Funktionen Bewusstsein, Atmung und Kreislauf (BAK-Schema) zusammengefasst, wobei Letzterer nur von professionellen Helfern geprüft wird. Man bezeichnet dies auch als Elementardiagnostik. Diese orientierende Untersuchung dient dazu, den Zustand eines aufgefundenen Notfallpatienten einschätzen und die richtigen Maßnahmen ergreifen zu können. Der diagnostische Block ist somit Bestandteil der lebensrettenden Sofortmaßnahmen.
Der diagnostische Block besteht aus einer Abfolge (Algorithmus) von Einzeldiagnosen, die bei jeder unklaren Notfallsituation angewendet werden kann.
Dieser Artikel basiert auf den ERC/ILCOR-Richtlinien von 2005.
Für medizinisches Personal (Rettungsdienst, Praxis- und Klinikpersonal) werden in den ERC-Richtlinien differenziertere Maßnahmen empfohlen.

## Ablauf
Der diagnostische Block beginnt mit der Kontrolle des Bewusstseins. Ist der Patient bei Bewusstsein, werden weitere notwendige Erste-Hilfe-Maßnahmen (Verletzungsversorgung, Wärmen, Betreuen usw.) durchgeführt. Je nach Verletzung oder Erkrankung ist auch hier ein Notruf erforderlich.

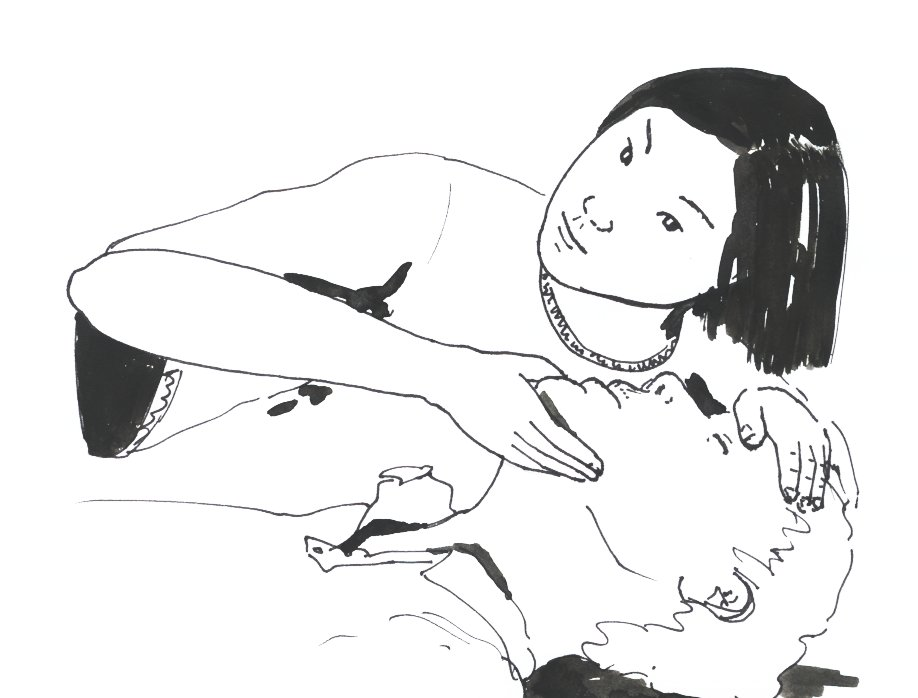
Überprüfen der Atmung

Bei Bewusstlosigkeit wird der sogenannte lebensrettende Handgriff angewendet. Zuerst wird in den Mundraum geschaut, ob sich Fremdkörper im Mund- und Rachenraum befinden. Wenn der Mundraum frei ist, wird der Kopf nach hinten überstreckt. Dadurch strafft sich die Zunge und die Atemwege werden damit frei gemacht. Danach wird die Atmung überprüft.
Je nach Ergebnis der Atemkontrolle schließen sich verschiedene Maßnahmen an. Zur Aufrechterhaltung der Kreislauffunktion bei Atemstillstand dient die Herz-Lungen-Wiederbelebung. Ist eine normale Atmung vorhanden, wird der Patient in die stabile Seitenlage gebracht. Damit wird verhindert, dass Erbrochenes aspiriert wird. Die Kontrolle der Vitalfunktionen wird engmaschig bis zum Eintreffen von Notarzt und Rettungsdienst fortgesetzt. Zur Kontrolle der Herzfunktion kann ein eventuell vorhandener automatisierter externer Defibrillator (AED) angeschlossen werden.